# Mouvement pour l'accès libre au droit
Le Mouvement pour l'accès libre au droit  (FALM en anglais), est le mouvement international et l'organisation qui se consacrent à fournir un accès en ligne gratuit à des informations juridiques telles que la jurisprudence, la législation, les traités, les propositions de réforme du droit et la recherche juridique. Le mouvement a commencé en 1992 avec la création du Legal Information Institute (LII) par Thomas R. Bruce et Peter W. Martin à la Cornell Law School. Certains projets FALM ultérieurs incorporent Legal Information Institute ou LII dans leurs noms, généralement précédés d'un identifiant national ou régional.

## Adhésion
Le site Web de la FALM répertorie 63 membres actifs en juillet 2017, ainsi que la couverture (zone géographique ou groupement politique) pour laquelle chaque membre fournit des bases de données, et l'année au cours de laquelle il est devenu membre de la FALM, ainsi que des liens vers les sites Web des membres.

## Déclaration
En octobre 2002, la réunion des IIL à Montréal lors de la 4e Conférence sur le droit par Internet a fait la déclaration suivante  comme énoncé conjoint de leur philosophie d'accès au droit. Il y a eu d'autres modifications de la Déclaration lors de la réunion des IIL de Sydney en 2003  et lors de la réunion de Paris en 2004.

## Remarques
1. ↑  Myers, « CU Law Institute Web Site has Latest Legal Information », Cornell Chronicle, 27 avril 2000 (consulté le 7 juillet 2015)
2. ↑  « Members of the Free Access to Law Movement (FALM) »
3. ↑  See WorldlII
4. ↑  The amendments were: (i) in the title of the Declaration, 'public' was changed to 'free'; (ii) the words 'where possible' were deleted from the second bullet point 'where possible, free of charge'; (iii) addition of the description of a legal information institute and the encouragement to participate in networks; and (iv) addition of the final bullet point about an annual meeting to the list of areas of agreed cooperation.
5. ↑  The amendments were: (i) the words "It also includes legal documents created as a result of public funding." were added to the end of para 2 after 'boards of enquiry': (ii) the words "To provide to the end users of public legal information clear information concerning any conditions of re-use of that information, where this is feasible." were added to the final list of bullet points.